# Парфюмерные масла
Парфюмерные масла — группа веществ, использующихся как основа парфюмерной продукции. Концентрация парфюмерных масел определяет цену конечного продукта.

## Классификация парфюмерных масел
Парфюмерные масла делятся по аромату на несколько категорий. Основные категории следующие:
- Цветочные: характерны сильные сладкие запахи одного цветка или целой цветочной группы. Пример — розовое, лавандовое и жасминовое масла.
- Цитрусовые: резкий терпкий запах. Чаще всего используются в производстве мыла, скрабов для лица и других косметических средств для ухода за кожей. К этой категории относится масло лимона, грейпфрута и мандарина.
- Восточные: это масла с пряным и пьянящим запахом специй и амбры, ванили и мускуса.
- Древесные: масла с запахом кедрового и сандалового дерева, пачули и камфары.
- Кожаные: запах дерева, табака или меда. Используются в основном в мужской парфюмерии и [косметических/гигиенических] средствах для ухода за кожей после бритья.
- Фужерные: масла с запахом лаванды, кумарина и дубового мха.

## Примеры парфюмерных масел
Применение спиртов в качестве душистых веществ для парфюмерии и бытовой химии.
| Спирт                               | Характеристика запаха                                    | Применение |
| ----------------------------------- | -------------------------------------------------------- | --- |
| октанол-1                           | сильный, жирно-цитрусовый                                | парфюмерные композиции и отдушки, пищевые ароматизаторы                                                                 |
| нонанол-1                           | сильный, жирно-цветочный, ноты розы и апельсина          | парфюмерные композиции и отдушки                                                                                        |
| деканол-1                           | жирный, воска с нотами розы, цветов апельсина            | парфюмерные композиции и отдушки, пищевые ароматизаторы                                                                 |
| ундеканол-1                         | слабый цитрусовый с жирно-восковой нотой                 | парфюмерные композиции и отдушки, пищевые ароматизаторы                                                                 |
| додеканол-1                         | слабый жирный с цветочно-цитрусовыми нотами              | парфюмерные композиции и отдушки, пищевые ароматизаторы                                                                 |
| нонанол-3                           | кокосовый орех с цветочным, абрикосовым оттенком         | парфюмерные композиции и отдушки                                                                                        |
| 6-метилгептен-5-ол-2                | зелень с цитрусовым оттенком и нотой кориандра           | парфюмерные композиции и отдушки                                                                                        |
| 2,6-диметилгептанол-2               | свежий, цветочный                                        | парфюмерные композиции и отдушки                                                                                        |
| 2,4-диметилгептанол-1               | листва, трава, дерево, оттенки розы                      | парфюмерные композиции и отдушки                                                                                        |
| 2-метилоктанол-2                    | мягкий, цветов и зелени с пряным и маслянистым оттенками | парфюмерные композиции и отдушки                                                                                        |
| цис-гексен-3-ол-1                   | интенсивный запах листьев и свежей травы                 | парфюмерные композиции и пищевые ароматизаторы; в синтезе эфиров                                                        |
| транс-гексен-2-ол-1                 | сильный, зелень и фрукты                                 | пищевые ароматизаторы, реже — парфюмерные композиции                                                                    |
| децен-9-ол-1                        | воски розы с альдегидным оттенком                        | парфюмерные композиции и отдушки                                                                                        |
| 2,2,5,9-тетраметилдекадиен-4,8-ол-1 | цветочно-древесный с оттенком зелени                     | парфюмерные композиции                                                                                                  |
| гераниол                            | розы                                                     | парфюмерные композиции и отдушки для мыла, косметические и моющие средства; в синтезе многих других душистых веществ    |
| нерол                               | свежий, нежной розы                                      | парфюмерные композиции и отдушки для мыла, косметические и моющие средства; в синтезе сложных эфиров                    |
| линалоол                            | сильный цветочный с древесным оттенком                   | парфюмерные композиции и отдушки для мыла; в синтезе других душистых веществ и витамина E                               |
| цитронеллол                         | свежий цветочный                                         | парфюмерные композиции и пищевые ароматизаторы; в синтезе других душистых веществ                                       |
| мирценол                            | свежий цветочный с оттенком лайма                        | парфюмерные композиции и отдушки для мыла, одеколоны                                                                    |
| дигидромирценол                     | свежий цветочно-цитрусовый с оттенком лаванды            | парфюмерные композиции и отдушки                                                                                        |
| фарнезол                            | нежный ландыш                                            | парфюмерные композиции, фиксатор запаха; в синтезе других душистых веществ                                              |
| терпинеол                           | оттенки сосны, сирени, лайма                             | парфюмерные композиции и отдушки для мыла и моющих средств, пищевые ароматизаторы; в синтезе других душистых веществ    |
| ментол                              | мятный                                                   | пищевые ароматизаторы, отдушки для зубных паст и парфюмерных изделий                                                    |
| санталол                            | богатый, сандалового дерева                              | дорогие парфюмерные композиции                                                                                          |
| 2-циклогексилэтанол                 | цветочно-травянистый, с оттенками розы, сирени, зелени   | парфюмерные композиции и отдушки                                                                                        |
| бензиловый спирт                    | слабый, приятный, с миндальным оттенком                  | парфюмерные композиции и отдушки; в синтезе других душистых веществ                                                     |
| 2-фенилэтанол                       | розы                                                     | парфюмерные композиции и отдушки, пищевые ароматизаторы, искусственное розовое масло; в синтезе других душистых веществ |
| 2-фенилпропанол                     | цветочный, жимолости, оттенки корицы, гиацинта           | парфюмерные композиции и отдушки                                                                                        |
| 3-фенилпропанол                     | мягкий, цветочно-бальзамический, оттенок гиацинта        | парфюмерные композиции и отдушки для мыла, моющие средства и бытовая химия                                              |